# Zvykové právo
Zvykové právo je právní systém založený na právních obyčejích, které se v určitém společenství ustálily a jsou všeobecně uznávány, sankcionovány a dodržovány. Zvykové právo může být psané i nepsané.
Zvykovým právem se řídily například barbarské kmeny v době stěhování národů. Po vzniku prvních státních útvarů – barbarských říší – nechali mnozí jejich panovníci pořídit soupis tohoto práva. Tyto tzv. barbarské zákoníky však byly často ovlivněny již římským právem. To bylo důsledkem sžívání se barbarů s původním římským obyvatelstvem. Jedním z nejvýznamnějších zákoníků tohoto typu je Zákoník sálských Franků.
V českém právu, na rozdíl od práva angloamerického, jsou dnes právní obyčeje pramenem práva pouze výjimečně. Příkladem jsou obchodní zvyklosti, které se podle ustanovení § 1 odst. 2 obchodního zákoníku (od roku 2014 zrušen) použily v případě, že na věc (obchodní případ) nešlo použít ani ustanovení obchodního, ani občanského práva a věc nebyla upravena smlouvou.
Mezinárodní obyčej je jedním z pramenů mezinárodního práva veřejného (viz Vídeňská úmluva o smluvním právu).